# Moord op Marietje Kessels

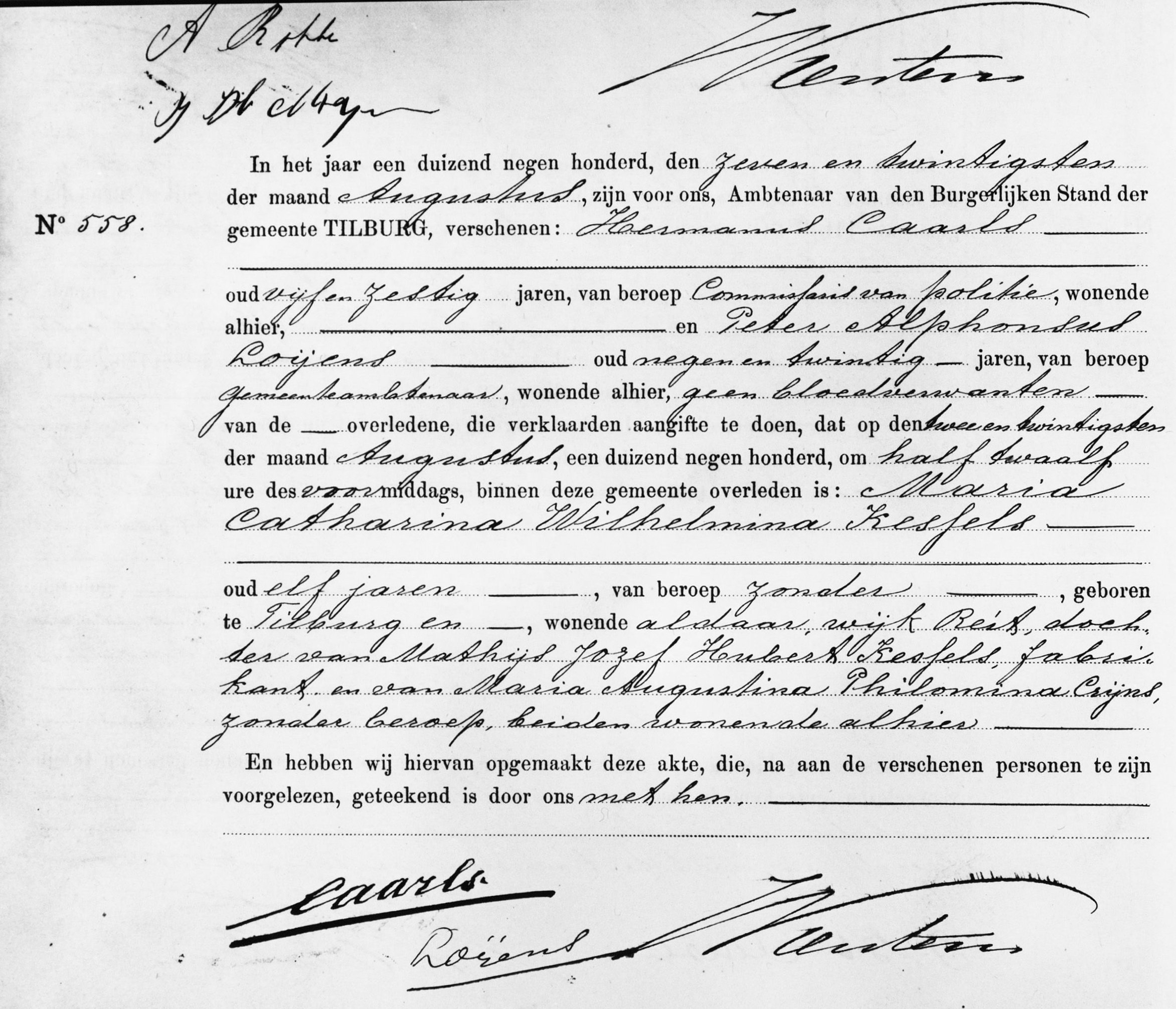
Overlijdensakte, getekend op 27 augustus

De moord op Marietje Kessels in de Noordhoekse kerk te Tilburg is een misdrijf dat plaatsvond op 22 augustus 1900. De zaak veroorzaakte landelijke opschudding, maar werd nooit opgelost. Er werd geen onderzoek ingesteld naar enkele mogelijke verdachten, wat leidde tot blijvende speculaties.

## Verkracht en vermoord
De op 2 maart 1889 geboren Maria Catharina Wilhelmina (Marietje) Kessels was het derde kind van Maria Philomena Crijns en Mathieu Kessels, eigenaar van de Koninklijke Nederlandse Fabriek van Muziekinstrumenten in de voormalige Industriestraat te Tilburg.
Zij was woensdag 22 augustus 1900 om ongeveer half elf op weg om een brief te posten en ging naar haar pianoleraar, Gerard Schellekens, om een les af te zeggen. Vanuit het tegenover de Heilig Hartkerk gelegen café De Zwarte Ruiter zag Maria Panhuijsen dat Marietjes aandacht werd getrokken door een man in het zijportaal van de kerk.
Toen ze niet thuiskwam zette de familie een zoektocht op touw. Ze had haar pianoleraar niet bezocht, en toen ook bleek dat de brief niet op de plaats van bestemming was aangekomen, stelde de politie een groot onderzoek in. Dit werd geleid door commissaris Caarls. De politie doorzocht de woonwagens van kermislieden die ten tijde van de verdwijning Tilburg bezochten. Met behulp van het personeel van de fabriek van Kessels werd de omgeving doorzocht. Twee dagen na de verdwijning werd Marietjes lichaam gevonden op het gewelf van de kerk. Ze was verkracht en gewurgd.
Op 27 augustus 1900 werd de overlijdensakte van Maria Catharina Wilhelmina Kessels getekend. De volgende dag werd ze begraven.

## Onderzoek en vrijspraak
Bij het onderzoek concentreerde de politie zich op twee verdachten: de schilder Gasparus Mutsaers, die in de kerk werkzaam was, en koster Johan van Isterdaal. De koster werd na de vondst van het lichaam direct aangehouden. Mutsaers werd gevangengenomen toen hij vertelde dat hij enkele kleren en een kerkboekje van Marietje in zijn bezit had. Hij beweerde dat hij die van de koster had aangenomen. Mutsaers werd daarna als de hoofdverdachte gezien. Hij wijzigde zijn verklaringen een aantal keer, waardoor hij zichzelf tegensprak. Tegen het alibi van de koster spraken diverse getuigenverklaringen. Hij was ook degene die van alle ruimtes in de kerk een sleutel had.
Oud-postbode Jongbloets had omstreeks 11 uur in de kerk gehuil gehoord. Hij zag daarna de koster, die hem intimiderend aankeek, van het koor komen. Beïnvloed door derden trok Jongbloets in de rechtszaak de stelligheid van zijn identificatie terug. Volgens andere getuigen zou de koster rond 12 uur de deur van de kerk op slot hebben gedaan, wat zeer ongebruikelijk was. Bovendien had hij om 12 uur het Angelus niet geluid.
Pastoor George van Zinnicq Bergmann leidde volgens het proces-verbaal om 6 uur 's morgens de vroegmis. Om half 8 deed de pastoor het catechismusonderwijs voor 70 communicanten, onder wie Marietje. Twee kapelaans deden de andere missen in de morgen. Daarna bleven de kapelaans en hij, volgens zijn verklaring, op hun kamers.
Alleen tegen Mutsaers werd een aanklacht ingediend, maar hij werd in de rechtszaak én in hoger beroep vrijgesproken. Tegen andere potentiële verdachten, pastoor George van Zinnicq Bergmann, die zich veel bemoeide met het onderzoek, en de kapelaans, werd geen nader onderzoek ingesteld. Het was in die tijd onbespreekbaar geestelijken als verdachten te beschouwen. Vooral in socialistische en antiklerikale kring deden spoedig geruchten en spotliedjes de ronde waarin de pastoor als schuldige werd aangewezen.

## Speculaties over de dader
De moord op Marietje Kessels is blijven fascineren. In 1984 vond publicist Ed Schilders het dossier van de advocaat van Mutsaers, mr. Frans Pels Rijcken, in het archief van advocatenkantoor in Breda. Hierin bevonden zich de persoonlijke aantekeningen van de verdediger alsmede afschriften van de verhoren en getuigenissen. Schilders wijdde op basis hiervan in 1988 een boek aan de moordzaak, getiteld: Moordhoek - De moord op Marietje Kessels in een katholieke kerk. Volgens de auteur waren op veel plaatsen de archieven geschoond van de stukken omtrent deze zaak, zoals het bisschoppelijk archief en de wachtboeken van politie van die jaren. In zijn reconstructie kwam de pastoor als waarschijnlijke dader bovendrijven.
Ook in de familie Kessels gaat men er volgens overlevering van uit dat de pastoor de dader was. In oktober 2011 bracht de nicht van Marietje, Godelieve Kessels, een boek uit genaamd De moord op Marietje Kessels. Zij wijst naar de pastoor op basis van gesprekken met haar vader Mathieu, de jongere broer van Marietje Kessels. Hij was vier jaar oud toen zijn zusje werd omgebracht, maar heeft op latere leeftijd met zijn ouders over de zaak gesproken. Vader Kessels zou onder druk van pauselijke vertegenwoordigers - die de ouders van Marietje in 1908 zouden hebben bezocht - gedwongen zijn om de pastoor niet te beschuldigen. Zij zouden hebben bevestigd dat Van Zinnicq Bergmann de moordenaar was, maar als vader Kessels dat naar buiten zou brengen dan zou mét de pastoor de hele katholieke kerk terechtstaan "en dat kon toch niet de wil van de familie zijn?", aldus de auteur. Bovendien zou vader Kessels bang zijn geweest de klandizie van de katholieke fanfarekorpsen in Zuid-Nederland en België te verliezen.
In 1999 werd bij toeval het strafdossier van het toenmalige Openbaar Ministerie aangetroffen in de kelder van een advocatenkantoor in Breda. De Tilburgse advocaat Pieter van Dun kwam hieruit tot de conclusie dat de pastoor "het zeker niet gedaan" had.
Hoe het ook zij, toen pastoor van Zinnicq Bergmann in november 1910 overleed toonde het muziekkorps van Kessels hem de laatste eer in de begrafenisstoet.
Liselotte van Leest deed vanaf 2019 uitgebreid onderzoek naar de moordzaak. Zij gebruikte hierbij het strafdossier en tal van andere documenten. In het archief van het bisdom Den Bosch bleek geen materiaal omtrent de zaak te vinden. In 2022 publiceerde Van Leest het boek De zaak - Marietje Kessels, waarin alle hiaten in het politieonderzoek van destijds op een rijtje worden gezet. Betreurenswaardig vindt zij vooral dat het onderzoek naar meineed door koster Van Isterdaal destijds achterwege is gebleven. Veel getuigenverklaringen gingen in tegen zijn alibi. In haar reconstructie is sprake van mogelijk twee daders en ook twee verschillende locaties; een van de verkrachting en een van de moord. De moord zou kunnen hebben plaatsgevonden in een staat van paniek, veroorzaakt door de angst om ontdekt te worden door kerkgangers. Volgens Van Leest was er op de achtergrond iemand sturend van invloed op het politieonderzoek en het proces tegen Mutsaers. Er gaat nog altijd een hardnekkige roddel rond dat de broer van de pastoor, advocaat Emile van Zinnicq Bergmann, mogelijk invloed had op justitie. Hij was een goede bekende van de officier van justitie.
In 2022 en 2023 ging podcastmaker Marilou Nillesen van het Brabants Historisch Informatie Centrum, waar alle in de loop der tijd teruggevonden archiefdossiers zijn ondergebracht, samen met archivaris Christian van der Ven aan de hand van de originele documenten uitgebreid in op de verdachtmakingen aan het adres van de pastoor. In hun podcast bespreken de makers onder andere de pleitnota van advocaat Pels Rijcken voor de rechtbank, die spreekt over "eene onzichtbare hand die rusteloos werkt en wroet, merkbaar in de geheele instructie, en altijd ten gunste van den koster en ten nadeele van den schilder." Bovendien stuiten de makers op een document in het Vaticaans Apostolisch Archief waaruit duidelijk blijkt dat pastoor Van Zinnicq Bergmann al eerder in een andere zaak zijn invloed had aangewend om de Kerk voor een schandaal te behoeden. Toen 'antireligieuze' kranten over die andere zaak wilden berichten "... antwoordde Van Zinnicq Bergmann hen krachtig via de pers om hun laster te weerleggen en tot zwijgen te dwingen." De insinuaties bleven echter zonder juridische gevolgen voor de pastoor.

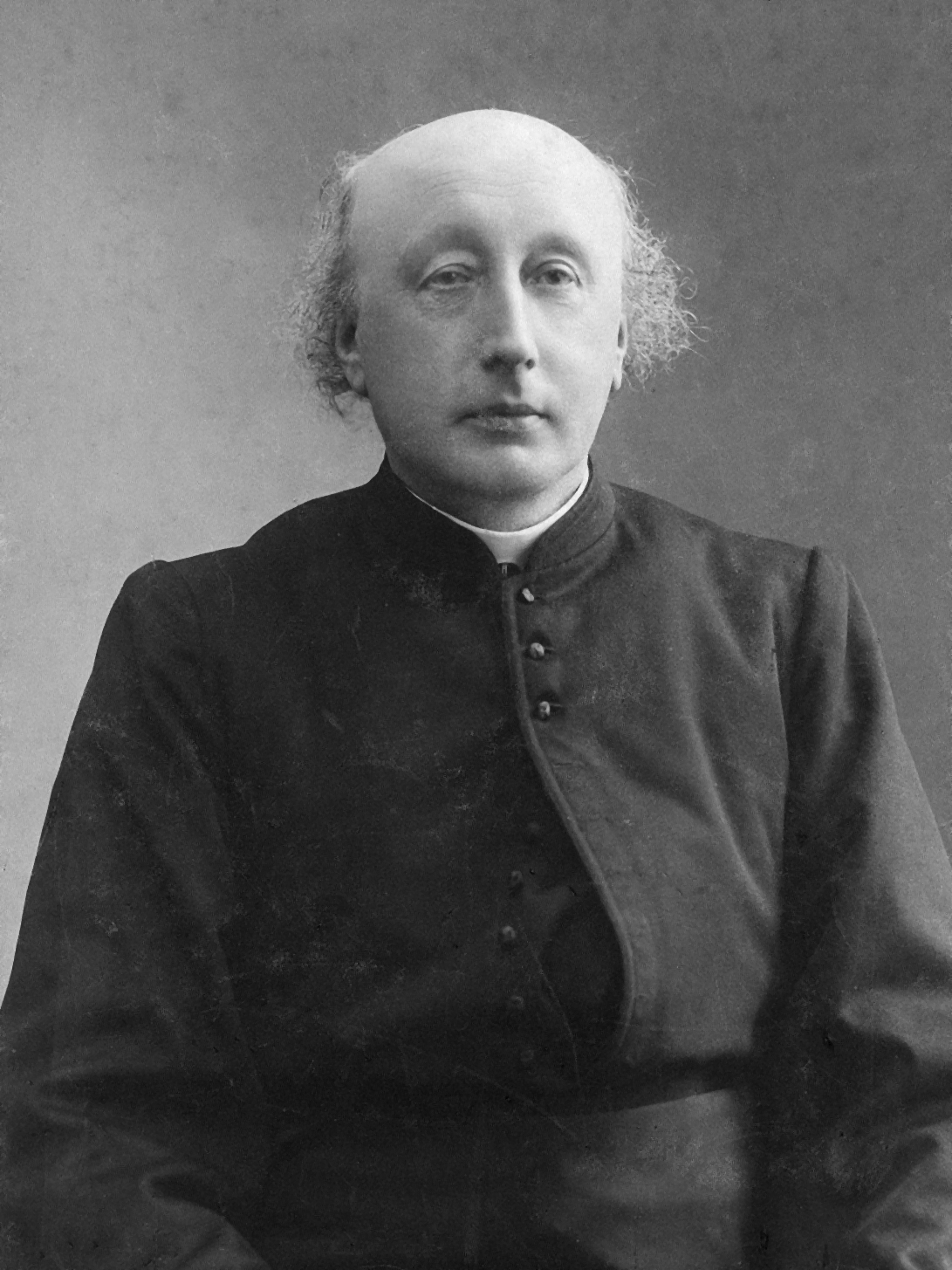
Pastoor Van Zinnicq Bergmann
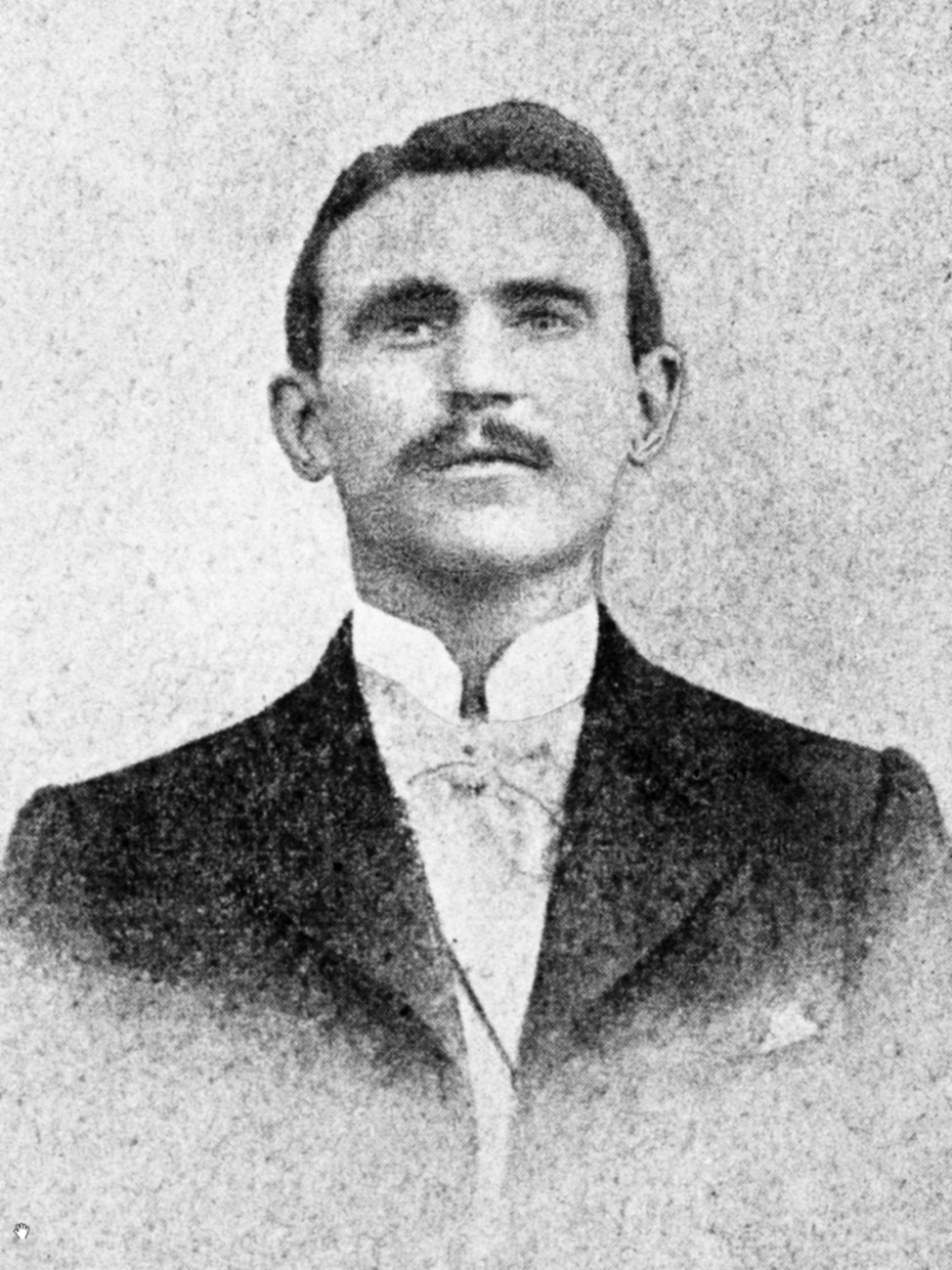
Gus Mutsaers werd vrijgesproken
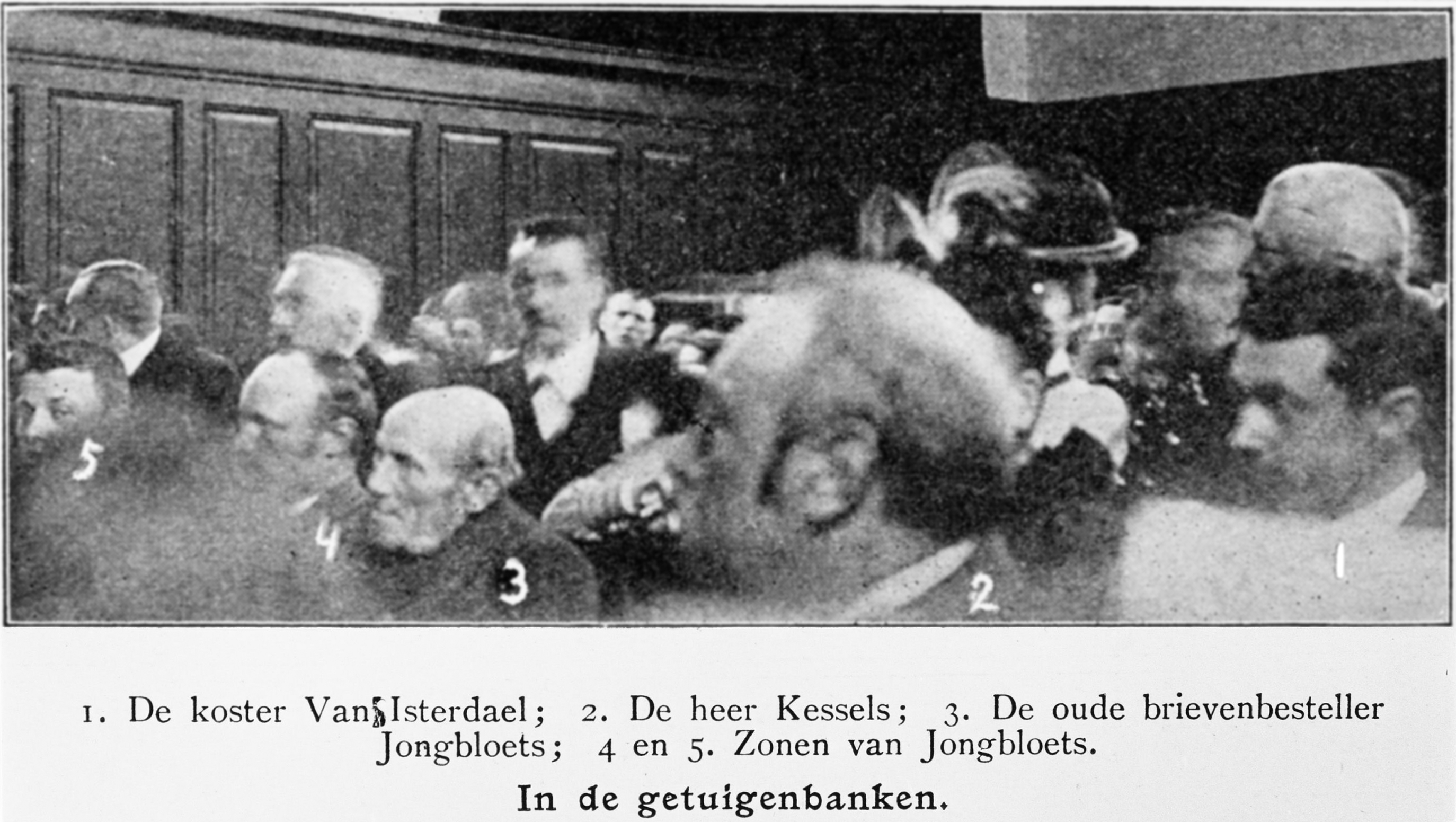
Getuigen in het hoger beroep tegen schilder Mutsaers ('s-Hertogenbosch, 1902); Koster Johan van Isterdaal (nr.1, rechts) en de oud-postbode Jongbloets (nr.3)
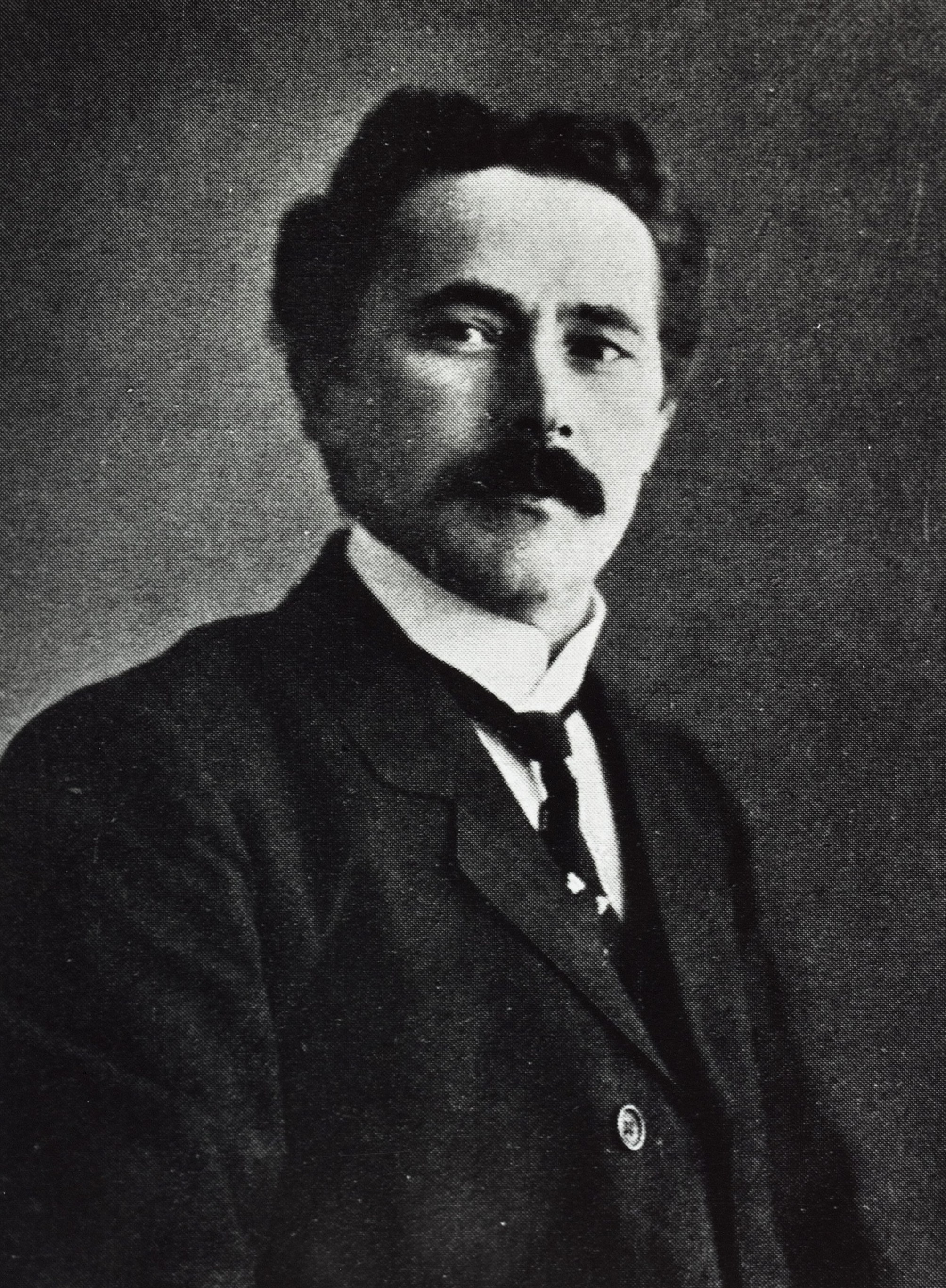
Marietje was op weg naar haar pianoleraar Gerard Schellekens.

## Graf en bidprentje

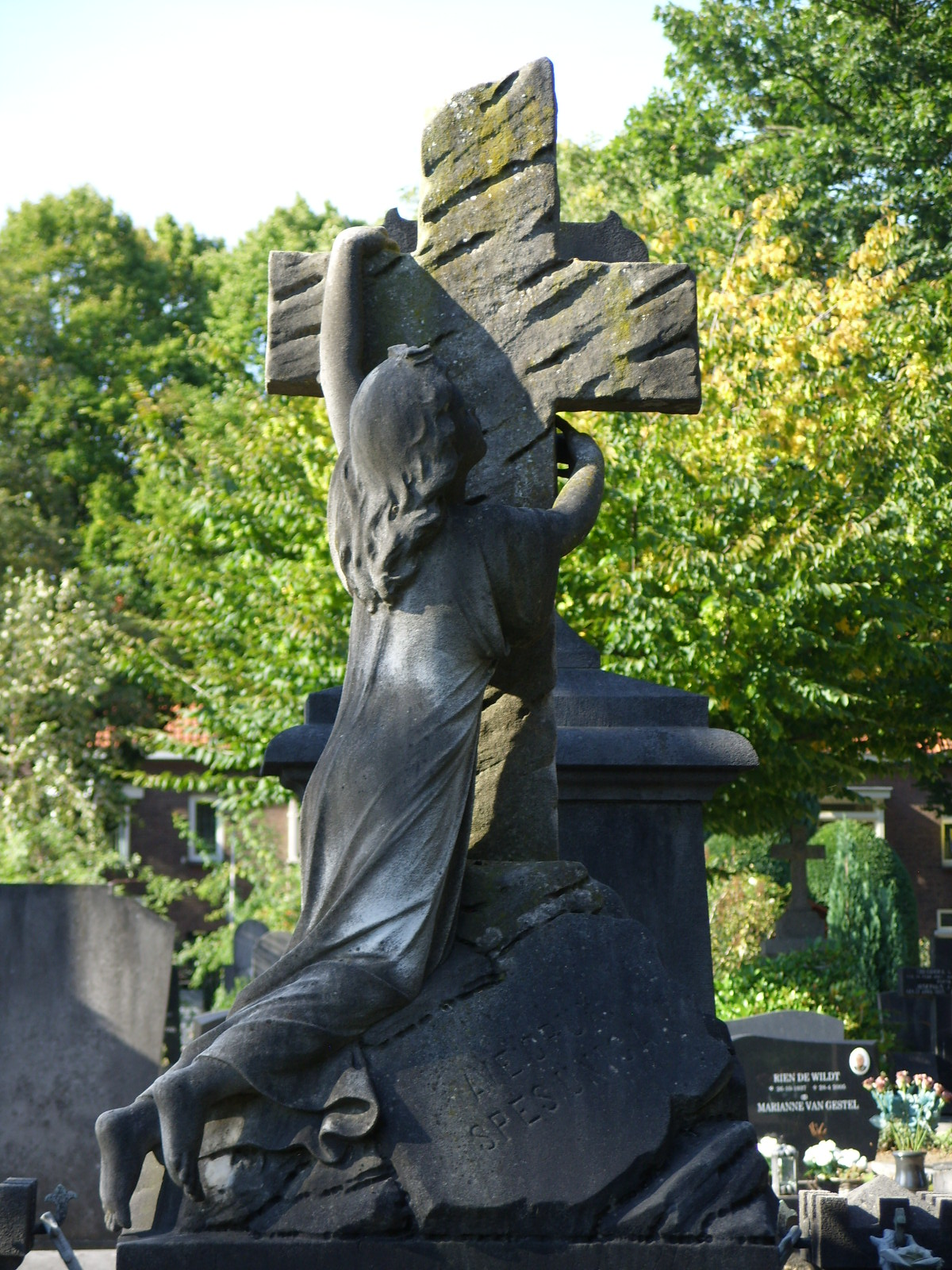
Het grafmonument van Marietje Kessels

Marietje ligt begraven op de begraafplaats van de Heikese kerk, aan de Bredaseweg in Tilburg. Het nummer van haar graf is A11/45. Talloze Tilburgers hebben destijds aan het grafmonument van Marietje Kessels meebetaald. De vormgeving van het grafmonument, alsmede zijn teksten, vertonen een duidelijke rooms-katholieke signatuur. Het werd gemaakt door de lokale steenhouwer Victor Barette. Bijzonder is dat enkele hoofdrolspelers in dit drama binnen een straal van tien meter van Marietjes graf zijn begraven: haar ouders, pastoor van Zinnicq Bergmann en politiecommissaris Caarls.
Het bidprentje dat na Marietjes dood werd uitgegeven begint met de volgende dichtregels:
Paatje, Moetje, bitter weent gij,
Om uw Kind, zoo wreed ontrukt,
O, als ’t jonge bloempje is zij,
Pas ontloken afgeplukt.

## Wetenswaardigheden

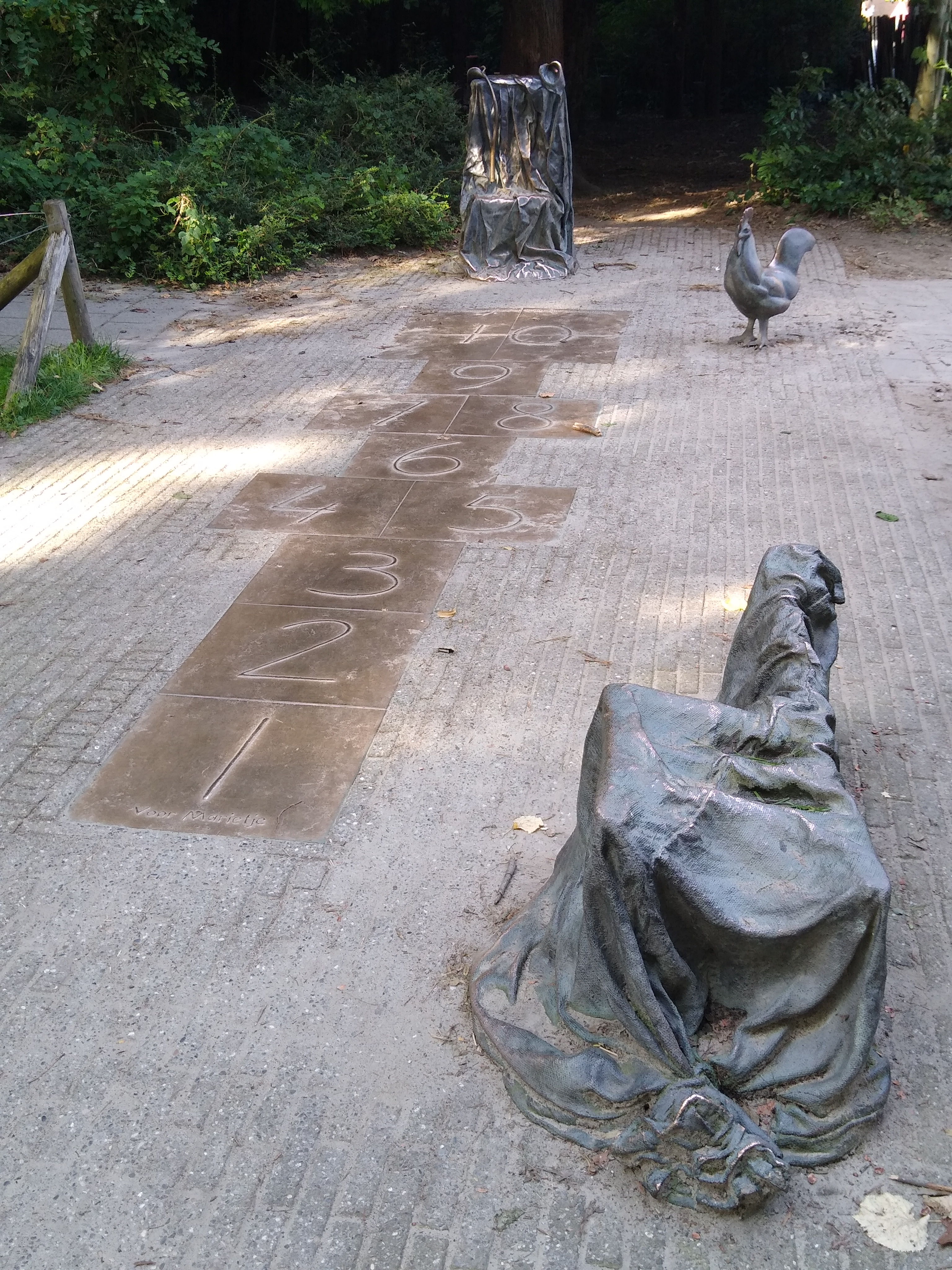
Het Marietje Kessels Monument (2001); twee stoelen, een hinkelbaan en een haan

- Het Marietje Kessels Project (MKP), een weerbaarheidstraining voor basisschoolleerlingen, startte in de jaren negentig in Tilburg en is daarna landelijk uitgerold.[16] In 2024 stak het IMW-project zelfs de oceaan over.[17]
- In 1996 werd in Tilburg een toneelvoorstelling uitgevoerd over de moordzaak, met daarbij een bloemlezing van teksten met betrekking tot 'de gruweldaad'.
- In 2000 schreef rechtsgeleerde Afshin Ellian Voor Marietje, een gedicht ter herinnering aan de moord op Marietje Kessels.[18]
- In 2001 werd het Marietje Kessels Monument onthuld in De Elzenhof, een door omwonenden beheerde kloosterspeeltuin bij het Ursulinenklooster waar Marietje schoolging. Het kunstwerk van Guido Geelen is een hedendaagse waarschuwing tegen seksueel geweld.[19]
- In 2010 werden in het archief van het Nederlands Forensisch Instituut foto's teruggevonden van het levenloze lichaam van Marietje Kessels. De foto's werden gemaakt door de Bredase fotograaf Emile van Waegeningh.[20]
- In 2017 ging in Tilburg een musicalversie van de moordzaak in première.[21]
- In 2019 werd een Marietje Kesselswandeling geopend in de tuin van woonzorgcentrum Het Laar.[22]
- In 2020 digitaliseerde het Brabants Historisch Informatie Centrum (BHIC) het procesdossier van de rechtszaak tegen August Mutsaers.[23][24]

## Publicaties
- Ed Schilders - Moordhoek - De moord op Marietje Kessels in een katholieke kerk; Drukkerij Gianotten, Tilburg, 1988. Laatste herdruk in 2013.
- Godelieve Kessels - De moord op Marietje Kessels; Nieuwland, Utrecht, 2011.
- Liselotte van Leest - De zaak-Marietje Kessels; Uitgeverij Volt, 2022.
- Marilou Nillesen en Christian van der Ven - Old case, cold case: de moord op Marietje Kessels; Brabants Historisch Informatie Centrum, 's-Hertogenbosch, 2022/2023; onderdeel van de podcast 'Het geheugen van Brabant').